# 佛说如幻三摩地无量印法门经
《如幻三摩地無量印法門經》，又名《無量印法門經》，收錄於《大正藏》第十二冊寶積部、涅槃部經文，存有四種漢譯版本，目前現存兩種版本。

## 譯本
《如幻三摩地無量印法門經》的四種漢譯版本為：
- 西晉竺法護於泰始至建興間（265～316）譯，名《光世音大勢至受決經》一卷，簡名《觀世音受記經》，此譯本現今已缺軼。
- 西晉聶道真於太康至永嘉間（280～313）譯，名《觀世音受記經》一卷，此譯本現今已缺軼。
- 劉宋曇無竭於元嘉三年（426）譯，名《觀世音菩薩得大勢菩薩授記經》一卷，簡稱《觀世音菩薩授記經》。
- 趙宋施護於太平興國五年（980）譯，名《如幻三摩地無量印法門經》三卷。

此經宗旨在說明︰菩薩了達諸法如幻之理，便能作種種如幻之事，以濟度眾生；菩薩通達一切諸法因實相生，則能以無量行願，無量善巧，無量解脫，無量變現以利益有情。因此趙宋譯本題為《如幻三摩地無量印法門經》。